# 海军节
- 關於關於船舶、航運等海事活動的節日，請見「海事日」。
- 關於環境議題相關的節日，請見「世界海洋日」。

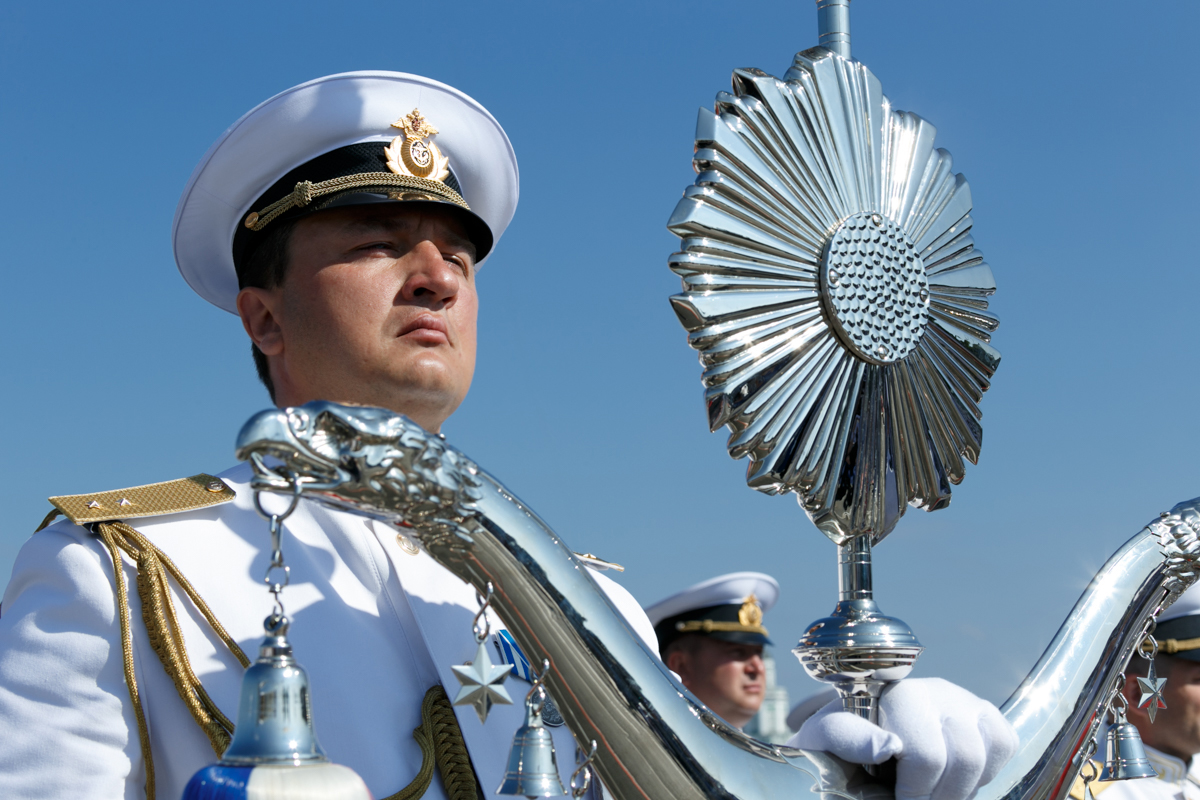
海軍受領榮耀

海军节不是一个普遍的节日，有些国家设立海军节，一般采用海军历史上取得某次重大战役胜利的日子、或海军建制等有纪念意义的日期。

## 各国海军节
| 国家/地区      | 海军节            | 海军建军       | 备注                                                                                                  |
| -------------- | ----------------- | -------------- | --- |
| 阿根廷         | 5月17日           | 1810年5月25日  | 纪念反抗西班牙殖民统治阿根廷独立战争中，Buceo海战的胜利                                               |
|                | 3月26日           | 1971年3月26日  | 同时也是孟加拉国独立日                                                                                |
| 保加利亚       | 8月第二个星期日   |                | |
| 智利           | 5月21日           | 1817年         | 纪念智利在硝石战争的伊基克战役中，打败秘鲁海军                                                        |
| 中华人民共和国 | 4月23日           | 1949年4月23日  | 纪念东海舰队的前身华东军区海军成立                                                                    |
|                | 9月18日           |                | |
| 印度           | 12月4日           | 1612年         | 纪念1971年印巴战争中，三叉戟行动的胜利                                                                |
| 伊朗           | 11月28日          | 1923年11月5日  | 纪念1980年11月28日莫尔瓦德行动，伊朗海空军对伊拉克南部重镇巴士拉展开猛烈空袭                          |
| 以色列         | 6月30日           | 1948年         | 纪念1948年6月30日，以色列独立战争中，海法被以方占领                                                   |
| 義大利         | 6月10日           | 1946年         | 并非国家性节日                                                                                        |
| 日本           | 5月27日           | N/A            | 只在大日本帝国时期存在，从1906年至1945年止；纪念在对马海峡海战中击败俄羅斯帝國海軍                    |
| 墨西哥         | 6月1日            | 1821年1月19日  | 6月1日为墨西哥国家海事日                                                                              |
| 荷蘭           | 7月第一个周末     | 1488年1月8日   | |
| 秘魯           | 10月8日           | 1821年10月8日  | 纪念1821年10月8日海军成立，以及1879年10月8日安加莫斯海战中击败智利海军                                |
| 巴基斯坦       | 9月8日            | 1947年8月14日  | 纪念第二次印巴战争中，巴基斯坦海军第25驱逐舰支队对印度展开德瓦尔卡行动                                |
| 羅馬尼亞       | 8月15日           | 1860年10月22日 | |
| 俄羅斯         | 7月最后一个星期日 | 1696年10月     | 有前苏联在1939年6月确立该日期，纪念1714年8月7日甘古特会战                                             |
| 泰國           | 11月20日          | 1887年4月8日   | 纪念拉玛五世于1906年11月20日开办海军院校                                                              |
| 土耳其         | 9月27日           |                | 纪念1538年9月27日，普雷韦扎海战的胜利                                                                 |
|                | 10月9日           | 1992年10月9日  | 纪念土库曼斯坦海军成立                                                                                |
| 英国           | 10月21日          | 範例           | 纪念1805年10月21日特拉法加海战中，作为第三次反法同盟一员的英国击败法國海軍                            |
| 美国           | 10月27日          | 1775年10月13日 | 纪念第26任总统西奥多·罗斯福的生日，其在美西战争时在海军中担任助理美国海军部长，后大力推动美国海军发展 |
| 委內瑞拉       | 7月24日           | 1811年         | 西蒙·玻利瓦尔生日，以及纪念委内瑞拉独立战争中马拉开波湖战役的胜利                                     |
| 哥伦比亚       | 7月24日           | 1810年9月17日  | 同委内瑞拉                                                                                            |
| 中華民國       | 9月2日            | 1912年4月      | 紀念1958年9月2日九二海戰                                                                              |